# Tricky Niki

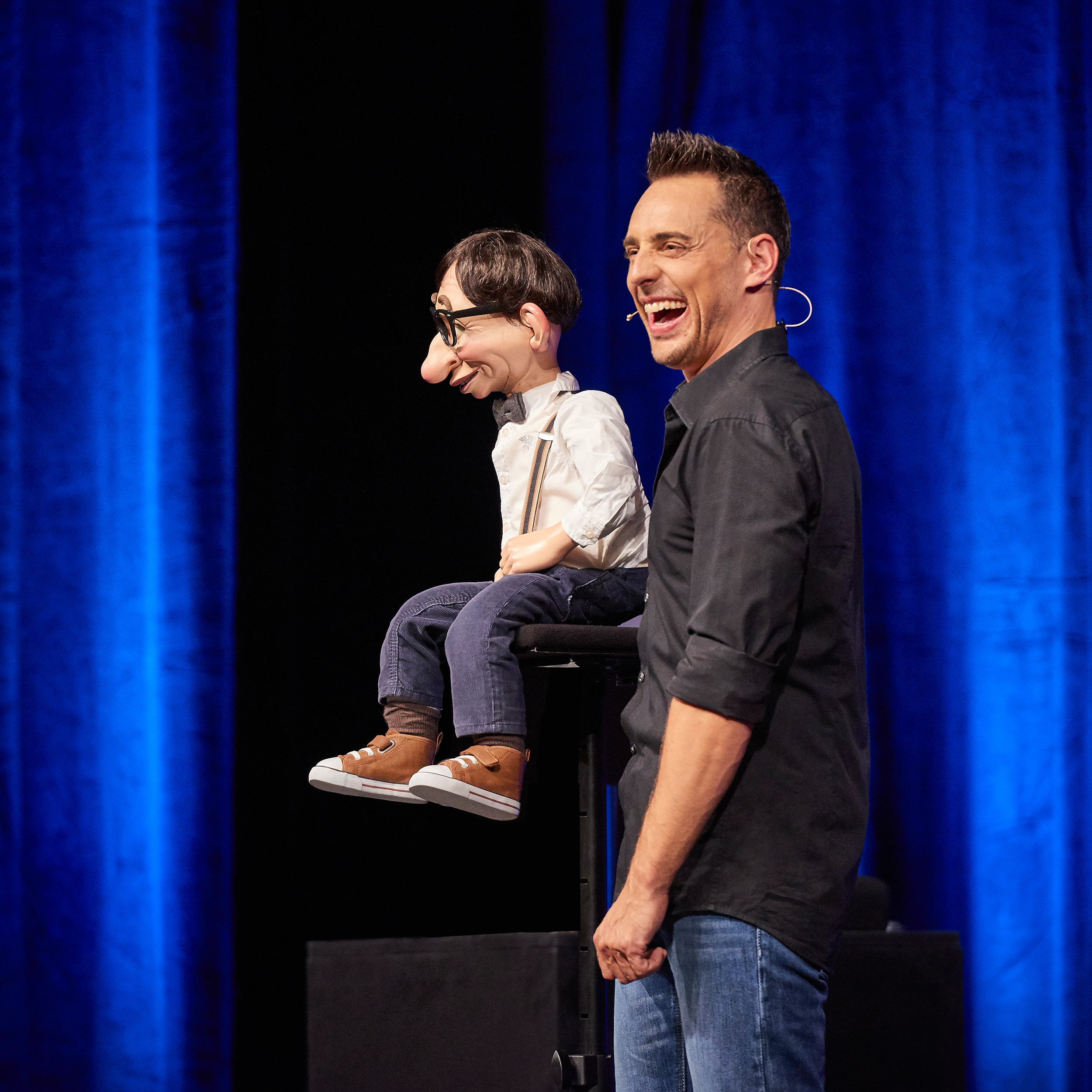
Tricky Niki, 2016

Tricky Niki Logo

Tricky Niki (eigentlich Nikolas „Niki“ Sedlak; * 4. August 1975 in Wien) ist ein österreichischer Bauchredner, Comedian und Entertainer. Im deutschsprachigen Raum ist Tricky Niki dadurch bekannt geworden, dass er in seinen Shows Bauchreden mit interaktiver Publikums-Unterhaltung und Comedy mit Zauberkunst verbindet.

## Werdegang
Nikolas Sedlak schlug nach Abbruch eines Medizinstudiums eine journalistische Laufbahn ein und war danach 17 Jahre lang beim Österreichischen Rundfunk (ORF) tätig. Parallel dazu entwickelte er eine ausgeprägte Passion zur Zauberkunst, die mit zunehmendem Erfolg für ihn immer wichtiger wurde. Bereits in den Folgejahren gewann er als „Tricky Niki“ internationale Auszeichnungen, wurde künstlerischer Leiter des Magischen Cercle Wien und nahm Schauspielunterricht bei Bernhard Murg. Als Autodidakt begann Niki 2005 mit dem Bauchreden. Mit seinem Showmix aus Comedy, Bauchrednerkunst und Zauberei entwickelte Tricky Niki im Laufe der Zeit eine bis dato unbekannte Bühnen-Variation moderner Unterhaltungskunst.

## Solo-Programme
- 2011–2013: „Magic Entertainment“ (Regie: Bernhard Murg)
- 2014–2016: „PartnerTausch – Das total chaotische Comedy-Casting“[1] (Regie: Bernhard Murg)
- 2017–2019: „HYPOCHONDRIA – Alles wird (wieder) gut!“ (Regie: Bernhard Murg)
- 2020: "NIKIpedia – Wenn das die Omi wüsste"

## Weitere Programme
- 2009–2010: „Täuschungsmanöver“[2] (mit „Magic Mushrooms“, Regie: Bernhard Murg)

## TV-Serien
- „Magic Mushrooms“ (8-teilige Serie, ORF1)[3]

## Auszeichnungen
- 2012: 2-facher Zauberstaatsmeister und Grand-Prix-Sieger[4]
- 2006: 4. Platz bei Zauber-Weltmeisterschaften Stockholm[5]
- 2005: Zauberstaatsmeister und Grand-Prix-Sieger Österreich[6]